# Nationales Sportstadion (Mongolei)
Das Nationale Sportstadion (mongolisch Төв цэнгэлдэх хүрээлэн) ist eine Mehrzweck-Sportarena in Ulaanbaatar, der Hauptstadt der Mongolei. 
Zurzeit wird es hauptsächlich für Fußball-Begegnungen genutzt und bietet Platz für 20.000 Zuschauer. Obwohl als Mehrzweckeinrichtung für Fußball, Festivals u. a. erbaut, ist das einzige obligatorische Event jeweils vom 11. bis 13. Juli Naadam zur Erinnerung an die Unabhängigkeit 1921.
Das Stadion wurde 1958 von der Sowjetunion erbaut. Seitdem gab es keine Veränderungen oder Renovierungen. Nur einmal jährlich wird ein wenig angestrichen. 
Das Stadion ist zu 51 % in Privatbesitz und gehört zu 49 % der Regierung. Das gesamte Areal umfasst 27 ha, wovon das Stadion selbst 6 ha ausmacht.